# Hartebeestmund

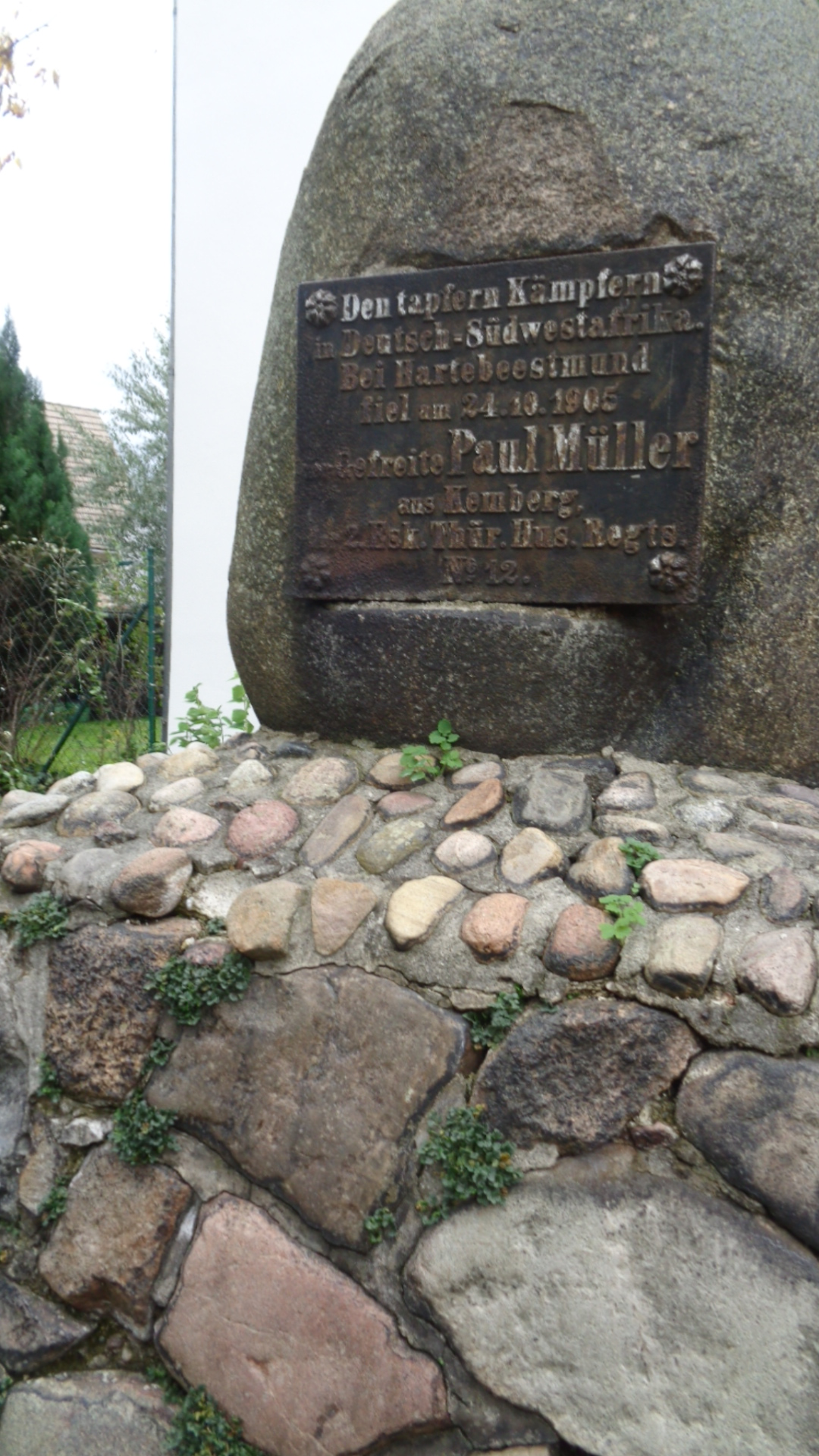
Gedenktafel für einen Gefreiten des Thüringischen Husarenregiments Nr. 12 in Kemberg (2023)

Hartebeestmund ist eine Farm und Ansiedlung im Süden der Region ǁKharasKlicklaut  im äußersten Süden von Namibia. Sie liegt etwa 30 Kilometer südlich von Warmbad, etwas nördlich des Oranje, der hier die Grenze zum benachbarten Südafrika bildet.

## Geschichte
In der deutschen Kolonialzeit war Hartebeestmund zweimal Schauplatz kolonialer Gefechte.
Zum ersten Mal am 12. Dezember 1903 als eine Patrouille der Schutztruppe für Deutsch-Südwestafrika eine Niederlage gegen aufständische Bondelswart erlitt. Weiterhin fand eines der größeren Gefechte des Herero-Aufstands am 24. und 25. Oktober 1905 an dieser Stelle statt. Wiederum unterlagen die Deutschen einem Verband von Aufständischen, dieses Mal angeführt von Jakobus Morenga und Johannes Christian. An den Kämpfen in Hartebeestmund waren Angehörige des Thüringischen Husarenregiments Nr. 12  beteiligt.